# Dumitru Arvat
Dumitru Arvat (n. 25 octombrie 1934, Jidoștița, județul Mehedinți) a fost un opozant al regimului comunist.

## Biografie
Constantin Dumitru s-a născut la 25 octombrie 1934 în comuna Jidoștița, județul Mehedinți. După absolvirea liceului s-a înscris la Facultatea de Filozofie, Secția de Ziaristică a Universității din București. Participând, când era student în anul III, la organizarea mișcărilor revendicative ale studenților din București în 1956 (vezi Mișcările studențești din București din 1956) a constituit "Comitetul Național Român" împreună cu Romulus Resiga, Alexandru Bulai, Ioan Zane și Aurel Lupu cu intenția de a redacta și difuza manifeste cu caracter anticomunist. A fost arestat la 14 decembrie 1957, fiind anchetat de locotenent major Nicolae Trandafir, locotenent major Alexandru Iordan și locotenentul major Ilie Iliescu. A fost judecat în lotul "Bulai", fiind condamnat prin sentința Nr. 585 din 24 iunie 1958 a Tribunalului Militar București la 18 ani temniță grea.
A fost eliberat, în baza decretului 310/1964, la 26 iunie 1964. Și-a reluat studiile universitare la aceeași facultate. După absolvire a lucrat ca profesor la Școala generală Nr.2 din Drobeta-Turnu Severin. 